# Caeneressa bajaea
Caeneressa bajaea är en fjärilsart som beskrevs av Swinhoe 1891. Caeneressa bajaea ingår i släktet Caeneressa och familjen björnspinnare. Inga underarter finns listade i Catalogue of Life.